# Masso dell'Omo
Il Masso dell'Omo è un rilievo dell'isola d'Elba. 
Più noto come L'Omo, si tratta di una particolare formazione monzogranitica facente parte della Catena del Monte Capanne e raggiunge un'altezza di 532 metri sul livello del mare, non distante dal Poggio dei Persi e da Pente Mala.
Il toponimo deriva dalla forma stessa della formazione rocciosa, che sino al 17 dicembre 2004 (giorno in cui un fulmine rimosse la «testa» sommitale) presentava sembianze antropomorfe.
Presso il Masso dell'Omo si trovano sepolture rupestri il cui corredo funebre (datato tra il X e il IX secolo a.C.) comprendeva una collana a vaghi d'ambra del tipo Tirinto, due fibule in bronzo, fusaiole in argilla e una macina in arenaria con pestello (Museo archeologico di Marciana). Nell'area si trova un quartiere pastorale, il Caprile dell'Omo, insieme al Masso della Donna Nuda (roccia dalle sembianze antropomorfe) con un altro caprile nei paraggi.

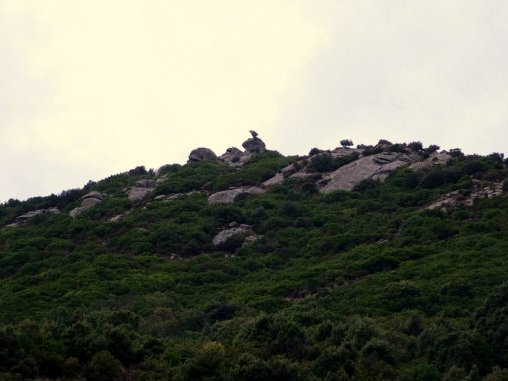
Il Masso dell'Omo nel settembre 2004, tre mesi prima di essere distrutto da un fulmine